# Saison 1 de Penny Dreadful
Chronologie
Saison 2
Cet article présente les huit épisodes de la première saison de la série télévisée américano-britannique Penny Dreadful.

## Synopsis
Londres, 1891, une menace quasi invisible massacre la population, Vanessa Ives, une jeune femme aux pouvoirs puissants et hypnotiques, rencontre et accepte de s'allier à Ethan Chandler, un homme rebelle et violent ainsi qu'à Sir Malcolm, un homme riche d'un certain âge aux ressources intarissables pour combattre cette nouvelle menace.

## Distribution

### Acteurs principaux
- Timothy Dalton (VF : Edgar Givry) : Sir Malcolm Murray
- Eva Green (VF : Stéphanie Hédin) : Vanessa Ives
- Josh Hartnett (VF : Frédéric Popovic) : Ethan Chandler
- Reeve Carney (VF : Rémi Caillebot) : Dorian Gray
- Rory Kinnear (VF : Guy Vouillot) : la créature de Frankenstein
- Danny Sapani (VF : Daniel Lobé) : Sembene
- Harry Treadaway (VF : Alexis Tomassian) : Dr Victor Frankenstein
- Billie Piper (VF : Sylvie Jacob) : Brona Croft

### Acteurs récurrents
- Simon Russell Beale (VF : Michel Prud'homme) : Ferdinand Lyle
- Helen McCrory (VF : Anne Rondeleux) : Mme Kali
- Hannah Tointon (VF : Anne-Charlotte Piau) : Maud Gunneson
- Robert Nairne  : le vampire
- Alun Armstrong (VF : Denis Boileau) : Vincent Brand

### Invités
- Alex Price (VF : Antoine Fleury) : Proteus, seconde créature de Frankenstein (épisodes 1 et 2)
- Olivia Llewellyn (VF : Christèle Billault) : Mina Harker (épisodes 1 et 8)
- Owen Roe : le colonel Brewster (épisode 1)
- Gus Barry : Victor jeune (épisode 1)
- David Warner (VF : Jean-Bernard Guillard) : Pr Abraham Van Helsing (épisodes 4 et 6)

## Production

### Développement
En janvier 2013, la saison est commandée sans passer par la préparation d'un pilote au préalable et sera composée de huit épisodes.

### Diffusions
Aux États-Unis, elle a été diffusée les dimanches à 22 heures.

## Liste des épisodes

### Épisode 1:Besogne nocturne
- États-Unis /  Royaume-Uni /  Canada : 11 mai 2014 sur Showtime[4] / Sky Atlantic / The Movie Network / Movie Central[5]
- France : 15 septembre 2014 sur le service Netflix[6]
- Suisse,  Belgique,  Luxembourg : 19 septembre 2014 sur Netflix (respectif à chaque pays[7])
- Québec : 3 avril 2015 sur Super Écran[8]

- États-Unis : 872 000 téléspectateurs[10] (première diffusion)

- Simon Russell Beale (Ferdinand Lyle)
- Danny Sapani (Sembene)
- Olivia Llewellyn (Mina Harker)
- Owen Roe (le colonel Brewster)
- Gus Barry (Victor jeune)
- Mary Murray (la femme no 1)
- Una C. (la femme qui hurle)
- Olivia Fahy (la cowgirl)
- Aoife Quinn (la femme somnolente)

### Épisode 2:La Séance
- États-Unis /  Royaume-Uni /  Canada : 18 mai 2014 sur Showtime / Sky Atlantic / The Movie Network / Movie Central
- France : 15 septembre 2014 sur Netflix
- Suisse,  Belgique,  Luxembourg : 19 septembre 2014 sur Netflix (respectif à chaque pays)
- Québec : 10 avril 2015 sur Super Écran

- États-Unis : 401 000 téléspectateurs[11] (première diffusion)

- Jade Yourell (Lady Roxbury)
- Amy De Bhrún (la prostituée)
- Michael O'Flaherty (le sergent)

### Épisode 3:Résurrection
- États-Unis /  Royaume-Uni /  Canada : 25 mai 2014 sur Showtime / Sky Atlantic / The Movie Network / Movie Central
- France : 22 septembre 2014 sur Netflix
- Suisse,  Belgique,  Luxembourg : 26 septembre 2014 sur Netflix (respectif à chaque pays)
- Québec : 17 avril 2015 sur Super Écran

- États-Unis : 734 000 téléspectateurs[13] (première diffusion)

- Mary Stockley (Caroline Frankenstein)

Encore sous le choc de la mort de Proteus, Frankenstein est forcé d'écouter l'histoire de sa première créature : délaissée par son maître qui fut terrorisé par le réveil de sa création, elle vécut en recluse dans une ferme où il découvrit la vie à travers les gestes des fermiers et les livres qu'avait laissé son maître derrière lui, jusqu'à ce qu'elle se décide à le suivre à Londres où, après avoir été agressée, elle fut recueillie par un comédien qui lui offrit le poste de régisseur de son théâtre. La créature, appelée Caliban, n'exige plus qu'une chose de son maître : une compagne.

### Épisode 4:Le Demi-Monde
- États-Unis /  Royaume-Uni /  Canada : 1er juin 2014 sur Showtime / Sky Atlantic / The Movie Network / Movie Central
- France : 22 septembre 2014 sur Netflix
- Suisse,  Belgique,  Luxembourg : 26 septembre 2014 sur Netflix (respectif à chaque pays)
- Québec : 24 avril 2015 sur Super Écran

- États-Unis : 730 000 téléspectateurs[14] (première diffusion)

- David Warner (Abraham Van Helsing)
- Bobby Aherne (le siffleur au théâtre)

Grâce à l'expertise du docteur Van Helsing, Victor découvre que le sang de vampire ne coagule pas, ce qui permet au sujet de se nourrir de sang. Le groupe commence le traitement par des injections de sang sain, mais il échoue. Trop occupé par sa tâche, Victor en oublie la requête de sa créature qui s'impatiente.
Vanessa retrouve Dorian Gray, et commence une attirance mutuelle entre les deux personnes. Ils se retrouvent un soir dans un théâtre de quartier - celui où travaille Caliban - avec Ethan et Brona. Quand Brona découvre qu'ils se connaissent tous, notamment Vanessa, elle part et abandonne Ethan. Encore secoué par cette rupture soudaine, Ethan décide de suivre Dorian, qui l'invite dans une soirée clandestine. Chez lui, alors qu'il se pense seul avec Victor, Malcolm entend un bruit dans la chambre de Vanessa : il s'agit du maître vampire, appelé par son disciple. Le maître finit par fuir et le jeune vampire est tué dans la bagarre.

### Épisode 5:Une amitié fusionnelle
- États-Unis /  Royaume-Uni /  Canada : 8 juin 2014 sur Showtime / Sky Atlantic / The Movie Network / Movie Central
- France : 29 septembre 2014 sur Netflix
- Suisse,  Belgique,  Luxembourg : 3 octobre 2014 sur Netflix (respectif à chaque pays)
- Québec : 1er mai 2015 sur Super Écran

- États-Unis : 797 000 téléspectateurs[16] (première diffusion)

- Anna Chancellor (Claire Ives)
- Richard Riddell (Nathaniel Morris)
- Noni Stapleton (Gladys Murray)
- Xavier Atkins (Peter jeune)
- Fern Deacon (Mina jeune)

Vanessa écrit une lettre à son amie Mina qu'elle ne lui enverra jamais dans laquelle elle se remémore comment leur histoire a commencé. Les familles Ives et Murray étaient très proches, Vanessa et Mina ayant grandi comme deux sœurs se partageant l'affection de sir Malcolm, qui laissait de côté son fils Peter. Une nuit, alors que les deux familles s'étaient réunies pour un dîner célébrant le retour de Malcolm d'Afrique, Vanessa surprend Malcolm et sa mère faisant l'amour dans le jardin des Murray. À ce moment, quelque chose s'est brisé en Vanessa, qui développera une forme de jalousie envers Mina. Jeunes adultes, Mina se fiance à un militaire ; Vanessa tente de séduire Peter et de lui faire renoncer à ses rêves d'Afrique aux côtés de son père, en vain. La veille du mariage de Mina, Vanessa séduit le fiancé et couche avec lui avant de se faire surprendre par Mina. Le mariage est annulé et les liens sont rompus entre les familles.
Vanessa reste prostrée et préfère attendre la mort, mais l'esprit qui la hantait vient à nouveau à elle. Elle fait alors une crise d'hystérie et se retrouve internée en asile où elle est soumise à une hydrothérapie et une trépanation. Elle est ramenée chez elle, presque catatonique. Seul Peter lui rendra visite avant de partir en Afrique, Vanessa tentera de le retenir mais il part. Cette même nuit, le démon lui rend visite, prenant l'apparence de sir Malcolm, et l'invite à le rejoindre. Apeurée, elle se laisse finalement attirer par le Diable et se donne à lui ; la mère de Vanessa la surprend et meurt sous le choc. Peu après l'enterrement, Vanessa a une vision de Mina, possédée également par le démon. Vanessa se rend alors chez sir Malcolm, installé à Londres, et les deux passent un accord : ils s'entraideront jusqu'à ce que Mina soit sauve, et après, chacun ira de son côté.

### Épisode 6:Ce que la mort peut unir
- États-Unis /  Royaume-Uni /  Canada : 15 juin 2014 sur Showtime / Sky Atlantic / The Movie Network / Movie Central
- France : 29 septembre 2014 sur Netflix
- Suisse,  Belgique,  Luxembourg : 3 octobre 2014 sur Netflix (respectif à chaque pays)
- Québec : 8 mai 2015 sur Super Écran

- États-Unis : 681 000 téléspectateurs[17] (première diffusion)

Malcolm force Vanessa à chercher une nouvelle piste pour Mina. En lisant le tarot, Vanessa le met sur la piste d'un navire en provenance d’Égypte et en quarantaine depuis trop longtemps. Il emmène Sembene et Ethan, préoccupé par la santé de Brona qui se détériore. Frankenstein reçoit des informations précieuses de la part de Van Helsing : celui-ci a déjà rencontré dans les Balkans une créature semblable à celle qu'il cherche. Mais avant qu'il ne parvienne à en dire plus, la créature surgit et tue le vieux docteur, insistant encore pour que le jeune médecin lui donne une compagne.

### Épisode 7:Possession
- États-Unis /  Royaume-Uni /  Canada : 22 juin 2014 sur Showtime / Sky Atlantic / The Movie Network / Movie Central
- France : 6 octobre 2014 sur Netflix
- Suisse,  Belgique,  Luxembourg : 10 octobre 2014 sur Netflix (respectif à chaque pays)
- Québec : 15 mai 2015 sur Super Écran

- États-Unis : 799 000 téléspectateurs[19] (première diffusion)

- Rick Burn (le navigateur)

### Épisode 8:Grand-Guignol
- États-Unis /  Royaume-Uni /  Canada : 29 juin 2014 sur Showtime / Sky Atlantic / The Movie Network / Movie Central
- France : 6 octobre 2014 sur Netflix
- Suisse,  Belgique,  Luxembourg : 10 octobre 2014 sur Netflix (respectif à chaque pays)
- Québec : 22 mai 2015 sur Super Écran

- États-Unis : 856 000 téléspectateurs[20] (première diffusion)

- Stephen Lord (en) (M. Roper)
- Julian Black Antelope (M. Kidd)

Vanessa et Malcolm rassemblent les quelques indices de la vision de Vanessa et comprennent que les vampires se sont réfugiés dans le théâtre de quartier où travaille Caliban. Ce dernier est forcé de quitter les lieux, s'étant montré brutal avec la jeune première de la troupe alors qu'il souhaitait lui exprimer ses sentiments. Caliban n'a d'autre choix que de retourner auprès de Victor, qui finit par le prendre en pitié et accepte de lui créer une compagne. L'occasion lui en est donné lorsque Ethan vient le chercher pour aider Brona dans ses derniers instants : Victor la tue en l'étouffant avec un oreiller et récupère son corps. Ethan noie son chagrin dans l'alcool mais il croise la route de deux mercenaires envoyés par son père pour le ramener en Amérique, qu'Ethan bat avant de prendre la fuite.
Vanessa rompt tout contact avec Dorian Gray, ayant compris que c'est leur étreinte qui a provoqué sa crise. La troupe réunie (Malcolm, Vanessa, Ethan, Victor et Sembene) se rend au théâtre de nuit pour détruire le nid de vampires. Le combat est ardu, le maître étant rapide et ses fidèles nombreuses, mais Malcolm parvient à tuer le maître d'une lame en plein cœur avant que ses fidèles ne tuent les autres. Mina réapparaît, apparemment saine et sauve, avant de se ruer sur Vanessa, encore sous le contrôle du maître. Malcolm n'hésite alors plus à abattre celle qui fut sa fille.